# Honkytonk Man
Honkytonk Man (titulada El aventurero de medianoche en España) es una película estadounidense de 1982 situada en la época de la Gran Depresión. Clint Eastwood, que la produjo y dirigió, es el protagonista junto con su hijo, Kyle Eastwood. El guion, de Clancy Carlile se basa en la novela con el título en inglés (Honkytonk Man). Esta fue la última aparición del músico Marty Robbins antes de morir.

## Argumento
El deambulante cantante de música western Red Stovall sufre de tuberculosis, pero se le ha dado la oportunidad de triunfar en el Grand Ole Opry. Lo acompaña su joven sobrino Whit a Nashville, Tennessee. Después de una serie de aventuras que incluyen el primer encuentro sexual del sobrino en un burdel, él y Red llegan finalmente a Nashville. Un ataque de tos en medio de su audición en el Grand Ole Opry arruina su oportunidad y su sueño. Pero los buscadores de talento para una compañía discográfica están lo suficientemente impresionados como para organizar una sesión de grabación, al darse cuenta de que solo tiene días para vivir. La tuberculosis alcanza una etapa crítica en medio de esta sesión, donde Smokey, un guitarrista secundario (cantante de música country Marty Robbins en su último papel en el cine) completa las líneas de Red. Éste finalmente sucumbe mientras Whit promete contar la historia de su tío. El antiguo turismo Lincoln Modelo K de Red, que destaca durante toda la película, finalmente "muere" en el cementerio donde Red descansa.

## Reparto
| - Clint Eastwood como Red Stovall. - Kyle Eastwood como Whit Wagoneer. - John McIntire como Grandpa Wagoneer. - Alexa Kenin como Marlene Mooney aka Marlene Moonglow. - Verna Bloom como Emmy Wagoneer. - Craig Lembke como Konoa Wheeler. - Matt Clark como Virgil Wagoneer. - Barry Corbin como Derwood Arnspriger. | - Jerry Hardin como Snuffy. - Tim Thomerson como patrullero de autopista. - Macon McCalman como Dr. Hines. - Joe Regalbuto como Henry Axle. - Gary Grubbs como Jim Bob. - Marty Robbins como Smokey. - Tracey Walter como Pooch. |

## Producción
La filmación tuvo lugar durante cinco semanas en el lugar. La primera parte de la película fue filmada en Birds Landing, California. Sin embargo, la mayoría de esta producción se filmó en y alrededor del condado de Calaveras, al este de Stockton, California. La famosa escena de la fuga de la cárcel se filmó en Dayton, Nevada. El edificio de ladrillo antiguo al que estaba unida la cárcel construida en la película es el Odeon Hall, lugar donde se rodaron las escenas interiores de pádelbol de Marilyn Monroe y el bar en The Misfits (1961). Los extras fueron contratados localmente y muchos de los residentes de la ciudad se ven en la película.

## Críticas
Honkytonk Man recibió elogios de la crítica y obtuvo un puntaje del 93% en Rotten Tomatoes. El New York Post escribió: "El ritmo es lento, muy campestre, pero se convierte en momentos conmovedores... no del todo perfectos de ninguna manera, pero finalmente es una historia de verdades incómodas ocasionales". La película recaudó $4.5 millones en la taquilla de los Estados Unidos. La película fue nominada para un Premio Razzie a la peor canción original por No Sweeter Cheater than You.